# Strävhortensia
Strävhortensia (Hydrangea aspera) är en art inom hortensiasläktet som ingår i familjen hortensiaväxter som växer naturligt i östra Himalaya, västra och centrala Kina, Taiwan, Java och Sumatra.
Strävhortensia är en buske som sällsynt förekommer i svenska trädgårdar. Det första belägget på förvildning i Sverige samlades 2019 i en lövskogskant på en ödetomt vid Hasseldal i Södra Mellby socken i Skåne.

## Bilder

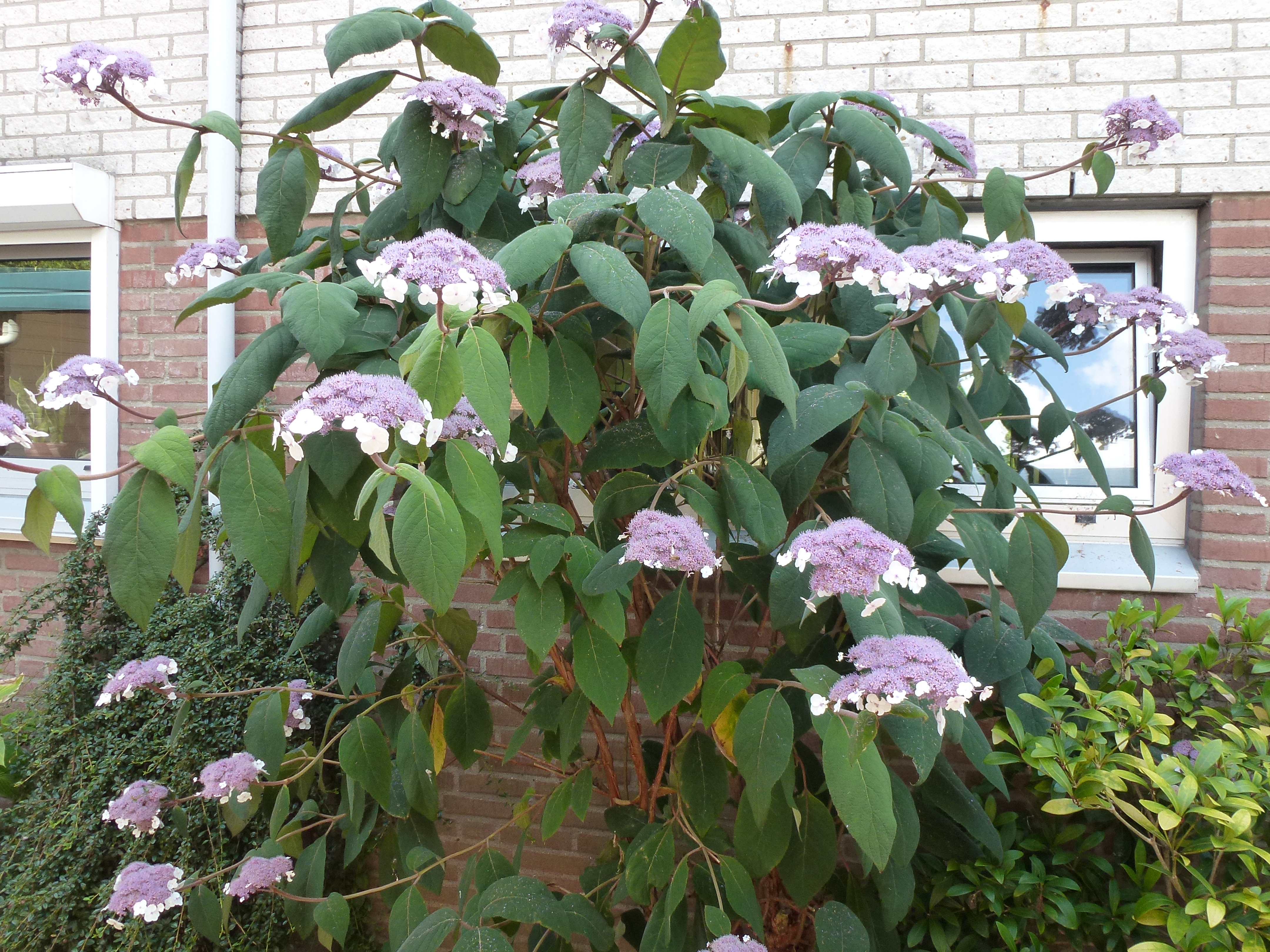
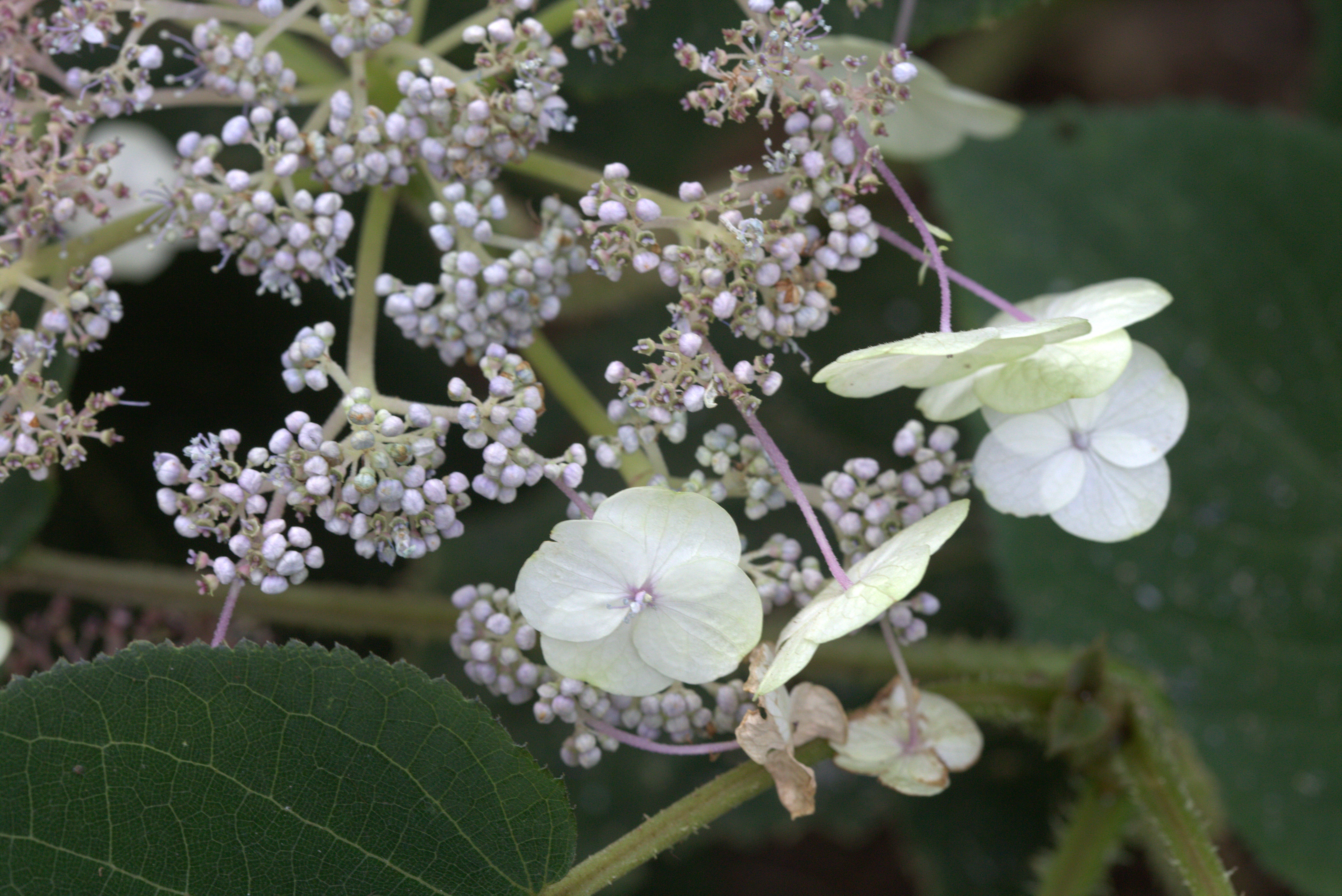